# Marie-Theres
Marie-Theres(e) oder Marietheres ist ein weiblicher Doppelvorname. Er setzt sich aus den beiden Vornamen Marie und Therese zusammen.

## Bekannte Namensträgerinnen
Hochadel
- Marie Therese von Braganza (1855–1944), österreichische Prinzessin
- Marie Therese von Österreich (1845–1927), Herzogin von Württemberg
- Marie Therese von Österreich-Este (1849–1919), Königin von Bayern

Vorname
- Marietheres Angerpointner (1917–2005), deutsche Schauspielerin
- Marie-Theres Arnbom (* 1968), österreichische Historikerin
- Marie-Theres Federhofer (* 1962), deutsche Literaturwissenschaftlerin
- Marie Theres Fögen (1946–2008), deutsche Juristin und Rechtshistorikerin
- Marie Therese Forster (1786–1862), deutsche Erzieherin, Briefautorin und Herausgeberin
- Marie-Therese Futterknecht (* 1972), österreichische Schauspielerin
- Marie-Theres von Gunten (* 1951), Schweizer Jodlerin, Komponistin und Dirigentin
- Marie Therese Hug (1911–2005), Prinzessin von Preußen
- Marie-Theres Kastner (* 1950), deutsche Politikerin (CDU)
- Marie-Theres Ley (* 1940), deutsche Politikerin (CDU)
- Marietheres List (1946–2018), deutsche Theaterwissenschaftlerin und Intendantin
- Marie-Therese Mäder (* 1968), Schweizer Medien-, Religions- und Kulturwissenschaftlerin
- Marie-Theres Nadig (* 1954), Schweizer Skirennfahrerin
- Marie-Theres Relin (* 1966), deutsche Schauspielerin, Autorin und Journalistin
- Marie-Therese Sporer (* 1996), österreichische Skirennläuferin
- Marie-Theres Wacker (* 1952), römisch-katholische feministische Theologin